# Kanał tętnicy szyjnej
Kanał tętnicy szyjnej (ang. carotid canal, łac. canalis caroticus) – w anatomii człowieka szeroki i kręty kanał kostny biegnący w części skalistej kości skroniowej. Jest to najobszerniejszy kanał części skalistej kości skroniowej.
Rozpoczyna się dużym okrągłym otworem (otwór zewnętrzny kanału tętnicy szyjnej) na dolnej powierzchni części skalistej kości skroniowej. Otwór ten leży ku przodowi i nieco do przyśrodka od dołu szyjnego (łac. fossa jugularis). Stanowi on wejście do kanału tętnicy szyjnej wewnętrznej. Kanał biegnie początkowo pionowo ku górze, a następnie zagina się kolankowato skręcając przyśrodkowo i ku przodowi. Biegnie on skośnie przez wnętrze piramidy kości skroniowej. Kanał kończy się na szczycie piramidy swoim otworem wewnętrznym. Średnica kanału wynosi 5 milimetrów. Kanał stanowi przednią ścianę jamy bębenkowej (ściana szyjno-tętnicza (łac. paries caroticus)). Przez kanał przebiega tętnica szyjna wewnętrzna oraz oplatające ją współczulny splot szyjno-tętniczy wewnętrzny oraz splot żylny szyjno-tętniczy.